# 13 (число)
Вижте пояснителната страница за други значения на 13.
Тринайсет (също и тринадесет) е естествено число, предхождано от дванайсет и следвано от четиринайсет. С арабски цифри се записва 13, а с римски – XIII. Числото 13 е съставено от две цифри от позиционните бройни системи – 1 (едно) и 3 (три).

## Математика
- 13 е нечетно число.
- 13 е шестото просто число.
- 13 е пермутационно просто число.
- 13 е число на Фибоначи.
- 13 е деветото безквадратно число.
- 13 е сбор от два последователни квадрата (2²+3² = 13).
- 13 е четвъртото щастливо число.
- 11 и 13 са третата двойка прости числа близнаци.
- 13 е първото отсорп число (просто число, което при прочитане наобратно отново е просто число).
- Многоъгълник с 13 страни (и ъгли) се нарича тринадесетоъгълник или тридекагон. Правилният тринадесетоъгълник има вътрешен ъгъл от приблизително 152,31°.

## Други
- България съществува повече от 13 века.
- Химичният елемент под номер 13 (с 13 протона в ядрото на всеки свой атом) е алуминий.
- Тринайсета заплата е вид допълнително трудово възнаграждение (годишна премия).
- 13 карти има от всяка от четирите „бои“ в стандартно тесте карти за игра.
- БМ-13 Катюша е най-известната съветска система за залпов огън.
- В много култури 13 е считано за фатално число, а петък 13-и за фатален ден.[4]
  - 13 са участниците в Тайната вечеря.
  - На 13 октомври 1307 г. крал Филип ІV нарежда закриването на Ордена на Тамплиерите и арестуването им, като мнозинството от тях са измъчвани и убити.
  - В много от хотелите няма 13-и етаж и стая.
  - Мисията на Аполо 13 претърпява авария и не каца на Луната, но екипажът ѝ се завръща успешно.
- Вариант 13 – научнофантастичен роман от британския писател Ричард Морган.